# Parroquia de East Baton Rouge
La parroquia de East Baton Rouge (en inglés: East Baton Rouge Parish), fundada en 1812, es una de las 64 parroquias del estado estadounidense de Luisiana. En el año 2000 tenía una población de 412.852 habitantes con una densidad poblacional de 350 personas por km². La sede de la parroquia es Baton Rouge.

## Geografía
Según la Oficina del Censo, la parroquia tiene un área total de 1219 km² (470,7 mi²), de la cual 1180 km² (455,6 mi²) es tierra y 39 km² (15,1 mi²) (3.21%) es agua.

### Parroquias adyacentes
- Parroquia de East Feliciana - norte
- Parroquia de West Feliciana - noroeste
- Parroquia de West Baton Rouge - oeste
- Parroquia de Iberville - sur
- Parroquia de Ascension - sureste
- Parroquia de Livingston - este
- Parroquia de St. Helena - noreste

### Carreteras principales
- Interestatal 10
- Interestatal 12
- Interestatal 110
- U.S. Highway 61
- U.S. Highway 190

### Carreteras menores
| - Carretera Estatal de Luisiana 19 - Carretera Estatal de Luisiana 30 - Carretera Estatal de Luisiana 37 - Carretera Estatal de Luisiana 42 - Carretera Estatal de Luisiana 64 - Carretera Estatal de Luisiana 67 - Carretera Estatal de Luisiana 73 - Carretera Estatal de Luisiana 327 - Carretera Estatal de Luisiana 408 - Carretera Estatal de Luisiana 409 - Carretera Estatal de Luisiana 410 - Carretera Estatal de Luisiana 423 - Carretera Estatal de Luisiana 426 - Carretera Estatal de Luisiana 427 | - Carretera Estatal de Luisiana 946 - Carretera Estatal de Luisiana 948 - Carretera Estatal de Luisiana 958 - Carretera Estatal de Luisiana 964 - Carretera Estatal de Luisiana 1068 - Carretera Estatal de Luisiana 1209 - Carretera Estatal de Luisiana 1248 - Carretera Estatal de Luisiana 3006 - Carretera Estatal de Luisiana 3034 - Carretera Estatal de Luisiana 3064 - Carretera Estatal de Luisiana 3113 - Carretera Estatal de Luisiana 3164 - Carretera Estatal de Luisiana 3245 - Carretera Estatal de Luisiana 3246 |

## Demografía
En el 2000 la renta per cápita promedia de la parroquia era de $37,224, y el ingreso promedio para una familia era de $47,480. En 2000 los hombres tenían un ingreso per cápita de $38,334 versus $25,073 para las mujeres. El ingreso per cápita para la parroquia era de $19,790. Alrededor del 17.90% de la población estaba bajo el umbral de pobreza nacional.

## Comunidades
- Baywood
- Brownfields
- Gardere
- Greenwell Springs
- Inniswold
- Merrydale
- Monticello
- Oak Hills Place
- Old Jefferson
- Port Hudson
- Shenandoah
- Village St. George
- Westminster

## Educación
El Sistema de Escuelas de East Baton Rouge Parish gestiona escuelas públicas en todas áreas sin las ciudades de Baker, Central y Zachary.